# Jørgen Herman Vogt
Jørgen Herman Vogt (Bragernes, 21 luglio 1784 – Christiania, 12 gennaio 1862) è stato un politico norvegese.
Fu primo ministro della Norvegia dal 1855 al 1858.